# Haarova vlnka

Haarova vlnka

Haarova vlnka je nejstarší a nejjednodušší vlnka. V roce 1909 ji zkonstruoval maďarský matematik Alfréd Haar, který tak objevil alternativní ortonormální systém k Fourierovým bázím. Haarova vlnka je Daubechiesové vlnkou řádu 1 (s jedním nulovým momentem). Lze ji použít k výpočtu diskrétní vlnkové transformace. Její výhodou je především rychlý výpočet, nevýhodou pak zejména nespojitost. Používá se např. při výpočtu tzv. Haar-like příznaků.
Tato vlnka je definována v časové oblasti předpisem
{\displaystyle \psi (t)=\left\{{\begin{array}{rrcl}0\quad &&t&<0\\1\quad &0\leq &t&<1/2\\-1\quad &1/2\leq &t&<1\\0\quad &1\leq &t&\end{array}}\right.}.
Vlastnosti
- antisymetrická
- ortogonální, biortogonální
- délka filtrů (počet koeficientů) {\displaystyle N=2}
- kompaktní nosič délky {\displaystyle 1}
- vlnka {\displaystyle \psi } má {\displaystyle p=1} nulový moment